# Chikkathuppur, Gundlupet
Chikkathuppur là một làng thuộc tehsil Gundlupet, huyện Chamarajanagar, bang Karnataka, Ấn Độ.